# Paula Mitrache in Haiducii
Paula Mitrache in Haiducii è il primo album studio della cantante italiana Haiducii, pubblicato il 1º settembre 2008.
L'album contiene quattordici canzoni, di cui sei erano state pubblicate come singoli precedentemente, tra cui la canzone Dragostea din tei.

## Tracce
1. Doobie Doobie – 3:09
2. Rompy Rompy – 3:20
3. Hard to Get – 3:21
4. Any Given Day – 3:28
5. So Lady – 3:24
6. Lazy – 3:30
7. Show Me – 3:36
8. I Feel You Here – 4:22
9. Dragostea din tei (cover degli O-Zone) – 3:32
10. More 'N' Moore (I Love You) – 3:20
11. Nara nara na na (Mne s toboj chorošo) (cover dei Ruki Vverch) – 3:35
12. I Need a Boyfriend – 3:04
13. Maria Maria – 4:02
14. Boom Boom – 3:31